# The Man in the Blue Flannel Pants
"The Man in the Blue Flannel Pants" é o sétimo episódio da vigésima terceira temporada do seriado de animação The Simpsons. Foi exibido originalmente nos Estados Unidos pela Fox Broadcasting Company em 27 de novembro de 2011. O episódio foi escrito por Jeff Westbrook e dirigido por Steven Dean Moore e teve como convidados especiais Kevin Michael Richardson que interpretou ele mesmo; John Slattery como Robert Marlowe; além de Matthew Weiner que interpretou um comerciante.

## Enredo
A família Simpson realiza uma festa em sua casa para promover uma marca de licor do Krusty, a Absolut Krusty. Sr. Burns toma conhecimento do sucesso da festa e decide promover Homer como o "Homem da conta" para a Usina Nuclear de Springfield. Robert Marlowe, um experiente e veterano contador, leva Homer para trabalhar sobre o luxo de um escritório. As longas horas de trabalho no escritório fazem Homer ficar cada vez mais distante de sua família.  Enquanto isso, Lisa e Bart apresentma um novo mundo literário que desperta o seu interesse em ler romances clássicos. No início, Bart luta com leitura e sugere que ele deve apenas conseguir um emprego onde ele não tem que ler. Lisa insiste e Bart finalmente aprende a ler corretamente.
Entretanto, tanto Marge quanto Sr. Burns querem ir na mesma viagem em uma balsa. Homer começa no barco com sua família, mas depois passa o seu tempo nadando em volta do barco de Burns e sua família. Marge descobre que ela tem feito uma reserva de casal quando ambos os barcos, passando perto de uma cachoeira, e se incomodam com o fato de que eles escolheram o trabalho para um passeio em família. Homer só pode salvar uma jangada e na jangada salva sua família. Como Sr. Burns e seus executivos estão prestes a se aproximar da cachoeira, Marlowe monta em uma lancha e salva Sr. Burns com segurança, enquanto os executivos caem sobre a borda. Homer cai da cachoeira sozinho, mas fica completamente ileso. Mais tarde, em casa, Marge diz a Homer que ele é novamente um inspetor de segurança. Fogos de artifício começam a serem queimados, causado por um incêndio na Usina Nuclear de Springfield, provavelmente devido a uma falha de Homer no trabalho.

## Lançamento
Foi exibido originalmente nos Estados Unidos pela Fox Broadcasting Company em 27 de novembro de 2011. Ele foi assistido por cerca de 5,61 milhões de pessoas durante sua transmissão. Ele recebeu um 2,6 de classificação da Nielsen Ratings na demográfica para adultos com idades entre 18-49, uma queda de 4% em relação ao episódio anterior "The Book Job", e uma quota de audiência de seis por cento. Ele tornou-se o programa de maior audiência no lineup da Fox Animation naquela noite em termos de número total de espectadores, acabando superior que Family Guy (5,50 milhões), American Dad! (4,48 milhões), The Cleveland Show (3,67 milhões), e Allan Gregory (3,18 milhões). Porém, o episódio não teve uma avaliação superior a Family Guy na demográfica 18-49.